# Església dels Sants Mateu i Secondo
L'església dels Sants Mateu i Secondo, també coneguda com a església dels Sants Mateu i Carles, és la parròquia de Villa San Secondo, a la província i diòcesi d’Asti. Forma part de la zona pastoral Nord.

## Història
La primera menció d’una església a la zona de Villa San Secondo es troba en un document datat de 1153, en el qual es fa referència a la plebs de Covatio, situada on avui dia es troba el cementiri del poble.
El 1771 es va col·locar la primera pedra de la nova església parroquial; l’edifici, dissenyat pels torinesos Giuseppe Teodoro Capello i Pietro Posso, es va completar el 1777 i va ser consagrat el 1781.
El 1923 es va modificar la façana amb la incorporació d’uns plafons decoratius amb frescos realitzats per Luigi Morgari, que amb el temps gairebé s'han perdut completament.
El 1930, un llamp va causar diversos danys al campanar, i tant la cel·la com la cúpula es van haver de reconstruir seguint el disseny d'Alfonso Chioccarello.
El 1935 es va renovar el paviment del presbiteri; entre 1965 i 1966 es va dur a terme un tractament de deshumidificació de les parets, mentre que el 1971 es va instal·lar el nou paviment de la nau.
El 2005 es va reforçar i restaurar la teulada.

## Descripció

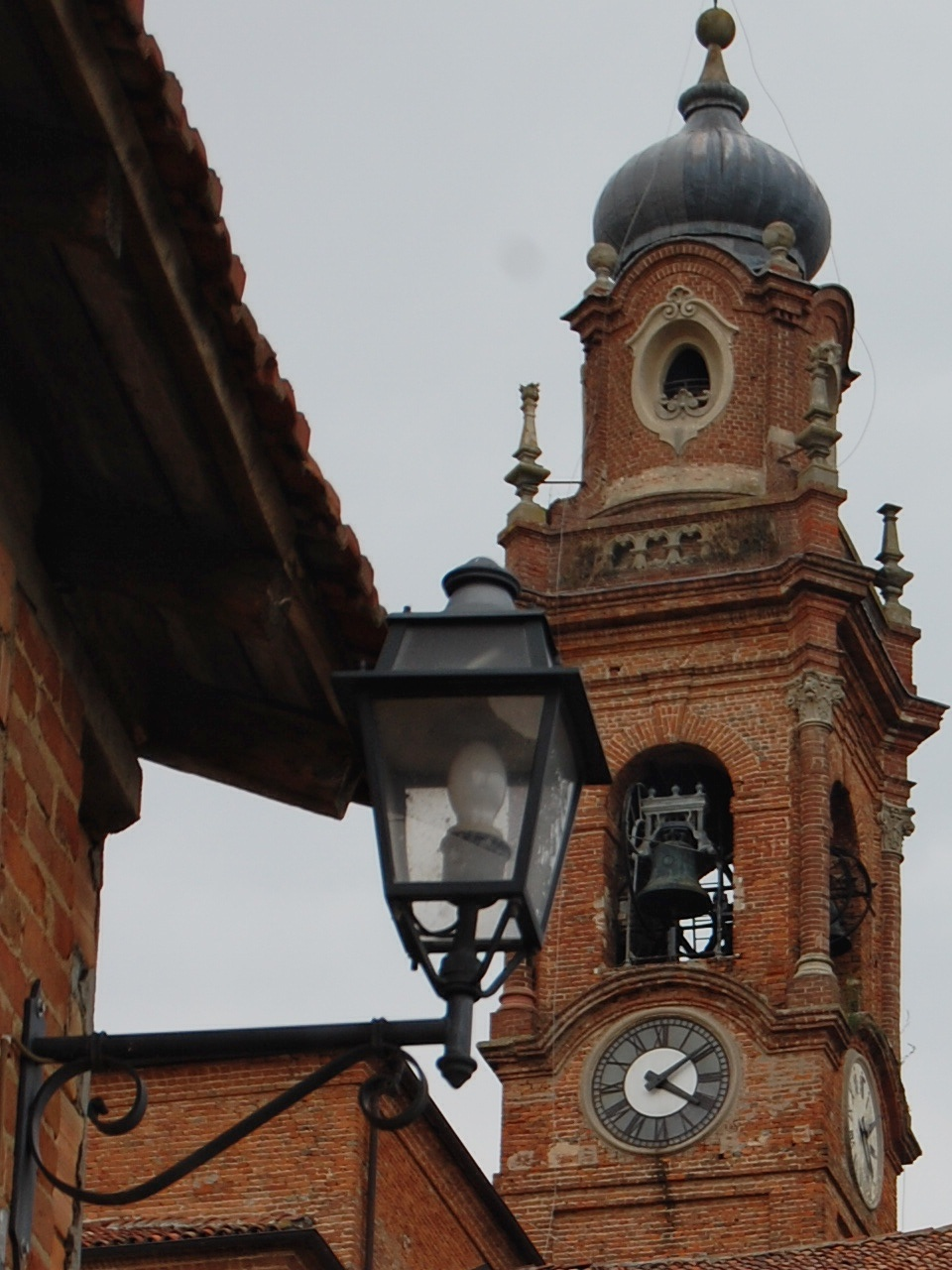
Campanar de l'església

### Façana
La façana, lleugerament còncava, és de maó vist i està dividida en dos nivells separats per lesenes. Al nivell inferior es troba el portal principal, amb llinda i una lluneta al damunt, mentre que al nivell superior hi ha un rosetó lleugerament ovalat. Als costats, hi ha dues estructures coronades amb àtic i estàtues que representen els sants Secondo i Mateu, esculpides el 1908 per Giuseppe Camusso. La façana es completa amb un frontó triangular sobre el qual s'alcen pinacles.

### Interior
L’interior, amb planta de creu grega, consta d’una única nau que finalitza amb un presbiteri elevat dos graons i tancat per un absis de forma semicircular.
Entre les obres destacades que s'hi conserven hi ha:
- L’altar major, fet de marbres policromats i realitzat a finals del segle XVIII.[3]
- Les decoracions, executades el 1910 per Luigi Morgari i Giovanni Lamberti.[3]
- El paliot de fusta de l’altar lateral dedicat a Sant Secondo.
- Una pala de Guglielmo Caccia.[4]
- L’orgue, construït el 1899 per l’empresa Gandini de Varese.[1]